# Wolfgang Hahn
Wolfgang Hahn (30 de abril de 1911 — 10 de janeiro de 1998) foi um matemático alemão.